# Rikken Seiyūkai
El Rikken Seiyūkai (立憲政友会?   , traducible como "Amigos del Gobierno Constitucional") fue uno de los principales partidos políticos de Japón en el período de preguerra. Fue también conocido como Seiyūkai.

## Historia
Fue fundado en septiembre de 1900 por Itō Hirobumi como una alianza de burócratas progubernamentales y antiguos miembros del Kenseitō. El Seiyūkai fue el partido político más influyente en Japón desde 1900 hasta 1921, y promovió la influencia gubernamental y el gasto público en gran escala. A pesar de que entre sus miembros se denominaban como “liberales”, era considerado como conservador. En ocasiones se oponían a las reformas sociales y apoyaba el control burocrático y el militarismo con el fin de obtener votos. Su principal rival fue el Rikken Minseitō.
El partido llegó al poder en octubre de 1900 durante la cuarta administración de Itō. Bajo la dirección de su segundo líder, Saionji Kinmochi, participó en el Movimiento para la Protección del Gobierno Constitucional desde 1912 hasta 1913. Fue el partido gobernante durante la administración del primer ministro Yamamoto Gonnohyoe en 1913 y 1914. El ministro (y futuro cuarto presidente del partido) Takahashi Korekiyo ayudó a reforzar sus lazos con el zaibatsu, especialmente en los intereses financieros de Mitsui. El tercer presidente, Hara Takashi, fue nombrado primer ministro en septiembre de 1918 y asignó a cada puesto del gabinete a miembros del Seiyūkai, con excepción del Ministerio del Ejército, el Ministerio de Marina y el Ministro de Asuntos Exteriores. En 1920, el partido alcanzó su pico de popularidad.

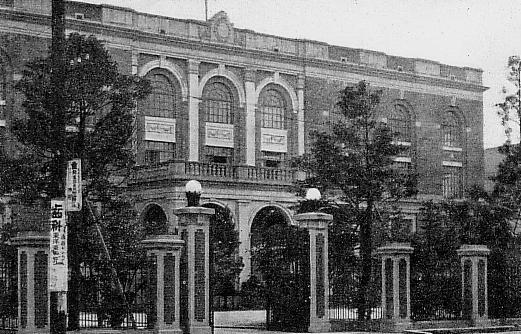
Sede del Rikken Seiyūkai en Tokio (hacia 1930).

Después del asesinato de Hara en 1921, un gran bloque de miembros del partido se separó para formar el Seiyu Hontō en 1924; sin embargo, el Seiyūkai retuvo suficientes escaños para conformar un gabinete a través del quinto presidente del partido, el General Tanaka Giichi desde 1927 hasta 1929.
Como oposición al gabinete del Minseitō del primer ministro Hamaguchi Osachi, el Seiyūkai atacó la ratificación del Tratado Naval de Londres de 1930 ya que atentaba al artículo 11 de la Constitución Meiji, que estipulaba la independencia de los militares del control civil. Luego de ganar la elección de 1931 con Inukai Tsuyoshi, el Seiyūkai formó un gabinete, el yen tuvo una flotabilidad y se realizaron políticas para revivir la economía. Sin embargo, luego del asesinato de Inukai en el incidente del 15 de mayo de 1932, el surgimiento de facciones dentro del partido limitaron su efectividad. 
En 1940 votaron para disolverse para integrarse a la Asociación de Asistencia al Régimen Imperial como parte de los esfuerzos de Fumimaro Konoe de crear un Sistema de partido único.
En 1945 Ichirō Hatoyama, que había sido militante de Rikken Seiyūkai, atrajo a otros antiguos militantes hacia el Partido Liberal.

## Resultados electorales
| Elecciones | Candidato          | # de votos | % de votos | # de escaños | ±-  |
| ---------- | ------------------ | ---------- | ---------- | ------------ | --- |
| 1902       | Itō Hirobumi       | 433.763    | 50,40%     | 191/376      |     |
| 1903       | Saionji Kinmochi   | 373.022    | 45,59%     | 175/376      | 16  |
| 1904       | Saionji Kinmochi   | 217.691    | 33,47%     | 133/379      | 42  |
| 1908       | Saionji Kinmochi   | 649.858    | 48,40%     | 187/379      | 54  |
| 1912       | Saionji Kinmochi   | 689.613    | 51,63%     | 209/381      | 22  |
| 1915       | Hara Takashi       | 446.934    | 31,54%     | 108/381      | 101 |
| 1917       | Hara Takashi       | 504.720    | 38,80%     | 165/381      | 57  |
| 1920       | Hara Takashi       | 1.471.728  | 55,77%     | 278/464      | 113 |
| 1924       | Takahashi Korekiyo | 666.317    | 22,41%     | 103/464      | 175 |
| 1928       | Tanaka Giichi      | 4.244.385  | 43,06%     | 217/466      | 114 |
| 1930       | Inukai Tsuyoshi    | 3.925.280  | 37,69%     | 174/466      | 43  |
| 1932       | Inukai Tsuyoshi    | 5.683.137  | 58,20%     | 301/466      | 127 |
| 1936       | Suzuki Kisaburō    | 4.188.029  | 37,62%     | 174/466      | 127 |
| 1937       |                    | 3.594.863  | 35,23%     | 175/466      | 1   |